# Jorge Otero
Jorge Otero (Pontevedra, 28 gennaio 1969) è un ex calciatore spagnolo, di ruolo difensore.

## Statistiche

### Cronologia presenze e reti in nazionale
| Cronologia completa delle presenze e delle reti in nazionale ― Spagna | Cronologia completa delle presenze e delle reti in nazionale ― Spagna | Cronologia completa delle presenze e delle reti in nazionale ― Spagna | Cronologia completa delle presenze e delle reti in nazionale ― Spagna | Cronologia completa delle presenze e delle reti in nazionale ― Spagna | Cronologia completa delle presenze e delle reti in nazionale ― Spagna | Cronologia completa delle presenze e delle reti in nazionale ― Spagna | Cronologia completa delle presenze e delle reti in nazionale ― Spagna |
| Data                                                                  | Città                                                                 | In casa                                                               | Risultato                                                             | Ospiti                                                                | Competizione                                                          | Reti                                                                  | Note                                                                  |
| --------------------------------------------------------------------- | --------------------------------------------------------------------- | --------------------------------------------------------------------- | --------------------------------------------------------------------- | --------------------------------------------------------------------- | --------------------------------------------------------------------- | --------------------------------------------------------------------- | --------------------------------------------------------------------- |
| 8-9-1993                                                              | Alicante                                                              | Spagna                                                                | 2 – 0                                                                 | Cile                                                                  | Amichevole                                                            | -                                                                     | 46’                                                                   |
| 12-1-1994                                                             | Vigo                                                                  | Spagna                                                                | 2 – 2                                                                 | Portogallo                                                            | Amichevole                                                            | -                                                                     |                                                                       |
| 9-2-1994                                                              | Santa Cruz de Tenerife                                                | Spagna                                                                | 1 – 1                                                                 | Polonia                                                               | Amichevole                                                            | -                                                                     |                                                                       |
| 23-3-1994                                                             | Valencia                                                              | Spagna                                                                | 0 – 2                                                                 | Croazia                                                               | Amichevole                                                            | -                                                                     |                                                                       |
| 10-6-1994                                                             | Montréal                                                              | Canada                                                                | 0 – 2                                                                 | Spagna                                                                | Amichevole                                                            | -                                                                     | 57’                                                                   |
| 2-7-1994                                                              | Washington                                                            | Spagna                                                                | 3 – 0                                                                 | Svizzera                                                              | Mondiali 1994 - Ottavi di finale                                      | -                                                                     | 75’ 87’                                                               |
| 9-7-1994                                                              | Foxborough                                                            | Italia                                                                | 2 – 1                                                                 | Spagna                                                                | Mondiali 1994 - Quarti di finale                                      | -                                                                     |                                                                       |
| 26-4-1995                                                             | Erevan                                                                | Armenia                                                               | 0 – 2                                                                 | Spagna                                                                | Qual. Euro 1996                                                       | -                                                                     |                                                                       |
| 15-6-1996                                                             | Leeds                                                                 | Francia                                                               | 1 – 1                                                                 | Spagna                                                                | Euro 1996 - 1º turno                                                  | -                                                                     | 56’ 58’                                                               |
| Totale                                                                |                                                                       | Presenze                                                              | 9                                                                     |                                                                       | Reti                                                                  | 0                                                                     |                                                                       |